# Єгипетсько-ізраїльський мирний договір
Єгипетсько-ізраїльський мирний договір — було підписано в окрузі Колумбія, Сполучені Штати 26 березня 1979 року, після Кемп-Девідських угод 1978 року. 
Договір між Єгиптом і Ізраїлем підписали президент Єгипту Анвар Садат і прем'єр-міністр Ізраїлю Менахем Бегін, а гарантом був президент Сполучених Штатів Джиммі Картер. 

## Історія
Мирний договір між Єгиптом та Ізраїлем був підписаний через 16 місяців після візиту єгипетського президента Анвара Садата до Ізраїлю в 1977 році після інтенсивних переговорів. 
Основними рисами договору були взаємне визнання, припинення стану війни, який існував після арабо-ізраїльської війни 1948 року, нормалізація відносин і виведення Ізраїлем своїх збройних сил і цивільного населення із захопленого Ізраїлем Синайського півострова під час Шестиденної війни 1967 р. 
Єгипет погодився залишити Синайський півострів демілітаризованим. 
Угода передбачала вільний прохід ізраїльських кораблів через Суецький канал і визнання Тиранських проток та Акабської затоки міжнародними водними шляхами, які були заблоковані Єгиптом у 1967 році. 
Угода також передбачала припинення ізраїльського військового правління над окупованими Ізраїлем територіями та встановлення повної автономії для палестинських жителів територій, умови які не були реалізовані, але стали основою для угод в Осло.
Угода, зокрема, зробила Єгипет першою арабською державою, яка офіційно визнала Ізраїль 
, 
хоча її описували як «холодний мир».

## Відповідність

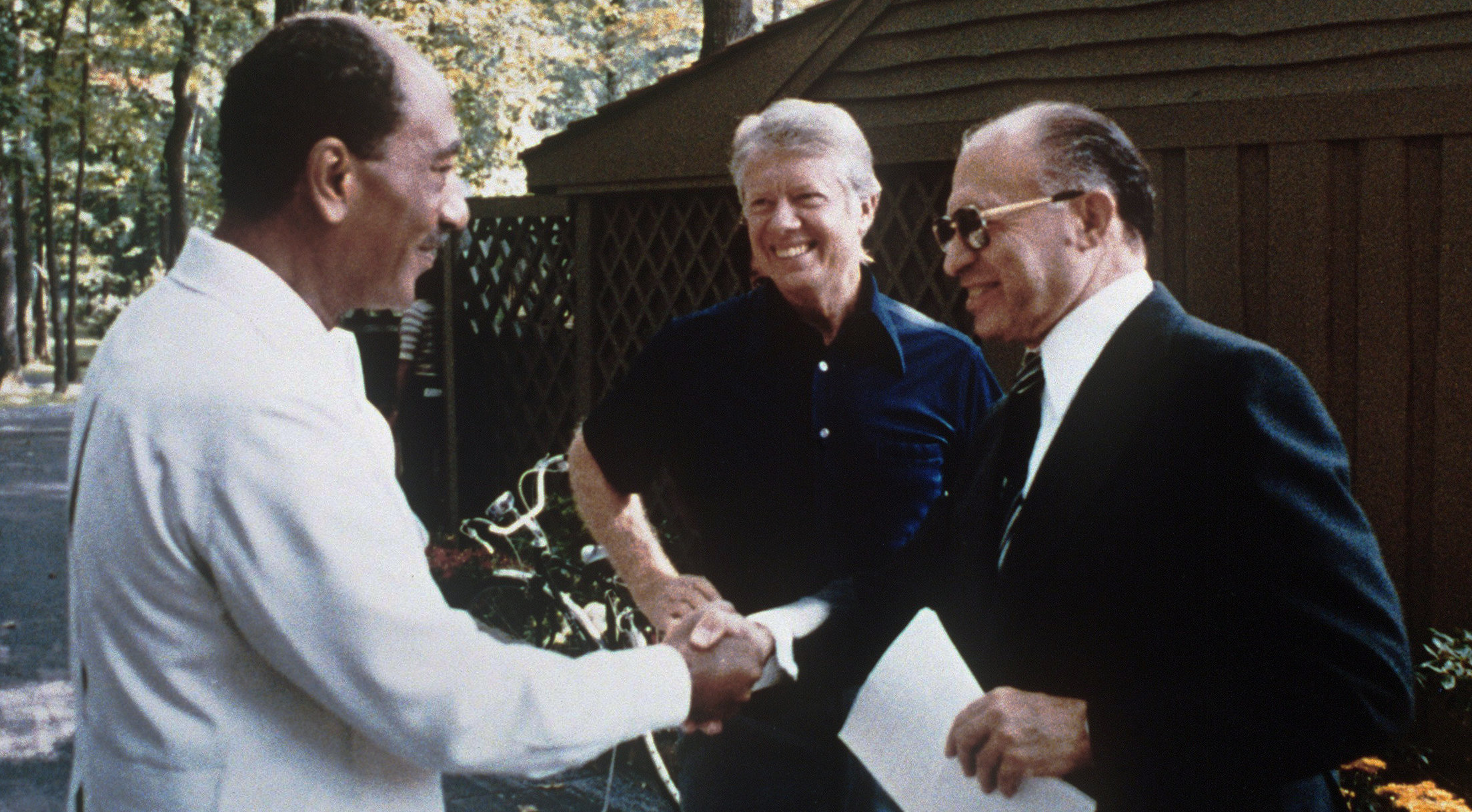
Менахем Бегін, Джиммі Картер і Анвар Садат у Кемп-Девіді, 1978 рік.

### Нормалізація
Нормалізація відносин між Ізраїлем і Єгиптом набула чинності в січні 1980 року. 
У лютому відбувся обмін послами. 
Закони про бойкот були скасовані парламентом Єгипту того ж місяця, і деяка торгівля почала розвиватися, хоча й менше, ніж сподівався Ізраїль. 
У березні 1980 року було відкрито регулярні авіарейси. 
Єгипет також почав постачати Ізраїлю сиру нафту. 

### Демілітаризація Синая
18 травня 1981 року Голова Ради Безпеки ООН заявив, що Організація Об’єднаних Націй не зможе надати сили спостереження через загрозу накласти вето на цю пропозицію з боку Радянського Союзу. 
Через глухий кут Єгипет, Ізраїль і США почали переговори про створення миротворчої організації поза рамками ООН. 3 серпня 1981 року було підписано Протокол до Мирного договору про створення Багатонаціональних сил і спостерігачів (MFO). Ці сили спостерігають за обома сторонами, щоб забезпечити дотримання договору.

### Механізм узгодженої діяльності
Мирний договір містить положення під назвою «Механізм погоджених дій», що дозволяє Єгипту та Ізраїлю спільно змінювати розташування єгипетських військ на Синаї без необхідності офіційного перегляду самого договору. 
Ізраїль дозволив Єгипту розгорнути війська в центральному та східному Синайському півострові через взаємну стурбованість безпекою, наприклад через присутність бойовиків-джихадистів у цих районах. 
Ці зміни узгоджуються через МФО. 

У січні 2011 року, під час масових протестів єгиптян проти свого уряду, Ізраїль погодився дозволити Єгипту перемістити кілька сотень військ на Синайський півострів вперше після підписання мирного договору. 

За згодою Ізраїлю Єгипет перекинув два батальйони, близько 800 солдатів, у район Шарм-ель-Шейха на південному краю Синаю, далеко від Ізраїлю. 

У серпні 2012 року Ізраїль погодився, що Єгипет може розгорнути додаткові війська, включаючи ударні вертольоти, на півночі Синаю для боротьби з бойовиками, які здійснили напад на єгипетських прикордонників, у результаті якого загинуло 16 осіб. 

Пізніше того ж місяця Єгипет перемістив додаткові важкі озброєння в демілітаризовану зону без дозволу Ізраїлю, порушуючи умови мирного договору. 

Єгипет заявив, що розгортання цих військ і зброї відповідало угодам, досягнутим з Ізраїлем у 2011 році. 
 
Ізраїль, як повідомляється, звернувся до Сполучених Штатів з проханням стати посередником у цій суперечці. 
 
Незабаром після цього Егуд Барак заявив, що Єгипет зобов’язується підтримувати Кемп-Девідський мирний договір з Ізраїлем 1979 року. 

У липні 2013 року, після низки інцидентів на Синайському півострові, Ізраїль погодився на розміщення додаткових єгипетських військ. 

## Реакція в арабському світі
Цей договір викликав величезну суперечку в арабському світі, де його засудили та вважали ударом ножем у спину. 
Почуття обурення було особливо сильним серед палестинців, лідер Організації визволення Палестини Ясер Арафат заявив: «Нехай підписують, що їм подобається. Фальшивий мир не триватиме». 

З іншого боку, угода призвела до того, що президент Єгипту Анвар Садат і прем’єр-міністр Ізраїлю Менахем Бегін розділили Нобелівську премію миру 1978 року за встановлення миру між двома державами. 
Щоб відновити легітимність в очах інших країн з мусульманською більшістю. 
Після мирного договору з Ізраїлем Єгипет звернувся до ісламських обґрунтувань, заснованих на священних писаннях ісламу, щоб полегшити свої зусилля з опису своєї новаторської мирної політики та одночасно спростувати антимирну кампанію, яку ведуть ісламістські організації в арабському світі та Середньому Сході. 

Проте в результаті договору Єгипет було призупинено у Лізі арабських держав в 1979–1989 роках 
, 
а Садат був убитий 6 жовтня 1981 року членами Єгипетського ісламського джихаду. 

Президент Сирії Хафез аль-Асад розірвав усі відносини з Єгиптом після підписання мирної угоди, і дипломатичні відносини не були відновлені до 2005 року, коли Єгипет знову мав теплі відносини з Сирією під правлінням Башара аль-Асада.

## Наслідки
Мир між Єгиптом та Ізраїлем триває з моменту набрання чинності договором, і Єгипет став важливим стратегічним партнером Ізраїлю. 
Біньямін Бен-Елізер, колишній міністр оборони Ізраїлю, відомий своїми тісними зв’язками з єгипетськими офіційними особами, заявив, що «Єгипет не лише наш найближчий друг у регіоні, співпраця між нами виходить за рамки стратегічної». 

У рамках угоди США почали економічну та військову допомогу Єгипту, а також політичну підтримку його наступних урядів. 
Від Кемп-Девідської мирної угоди 1978 року до 2000 року Сполучені Штати субсидували збройні сили Єгипту, надавши допомогу на суму понад 38 мільярдів доларів. 
Єгипет щорічно отримує близько 1,3 мільярда доларів. 

Попри це, мир часто описують як «холодний мир» 
, 
і багато хто в Єгипті скептично ставиться до його ефективності. 

Єгипетська революція 2011 року викликала в Ізраїлі побоювання щодо майбутнього договору 
, 
хоча ізраїльський прем’єр-міністр Біньямін Нетаньяху заявив, що очікує, що будь-який новий єгипетський уряд дотримуватиметься мирного договору з Ізраїлем, оскільки він добре послужив обом країнам. 
 
Після того, як єгипетська армія прийшла до влади 11 лютого 2011 року, було проголошено, що Єгипет продовжуватиме дотримуватися всіх своїх міжнародних і регіональних договорів. 

Звертаючись до занепокоєння Ізраїлю 31 липня 2014 року, президент Єгипту Абдель Фаттах Ас-Сісі пообіцяв продовжувати мир з Ізраїлем. 